# Zerstörergeschwader 101
Zerstörergeschwader 101 (dobesedno slovensko: Uničevalni polk 101; kratica ZG 101) je bil težko-lovski letalski polk (Geschwader) v sestavi nemške Luftwaffe med drugo svetovno vojno; polk je opravljal primarno izobraževanje pilotov.

## Organizacija
- štab
- I. skupina
- II. skupina
- III. skupina

## Vodstvo polka
Poveljniki polka (Geschwaderkommodore)
- Major Johann Kogler: 20. marec 1943
- Polkovnik Heinz Nacke: 15. januar 1944